# Gérard Encausse
Gérard Anaclet Vincent Encausse (n. 13 iulie 1865, A Coruña, Galicia, Spania – d. 25 octombrie 1916, Paris, Franța) a fost un medic, filosof, ocultist și ezoterist francez, fondator al Ordinului Martinist. Este mai cunoscut sub pseudonimul său ezoteric Papus sau Tau Vincent.

## Biografie
Gérard Encausse s-a născut în data de 13 iulie 1865 la A Coruña, Spania. Familia sa s-a mutat la Paris pe când avea doar 4 ani. Mama sa era spaniolă, iar tatăl său, Louis Encausse, era chimist francez. Tânărul Gérard a intrat în contact cu ideile oculte și ezoterice ale epocii, foarte populare în Franța. Își petrecea mare parte din timp la biblioteca din Paris, citind diferite cărți despre Kabbalah, tarot, magie, spiritism, hipnoză și alchimie. L-au influențat în mod special cărțile lui Eliphas Lévi. Ulterior, a început să frecventeze cercurile ocultiștilor și a intrat în Societatea Teosofică, fondată de către Madam Elena Blavatschi, dar a părăsit societatea la scurt timp din cauza accentului puternic pus pe tradiția orientală.
În anul 1888, Gérard Encausse a intrat în Ordinul Kabbalistic Rose-Croix al lui Stanislas de Guaita (1861-1897) și Joséphin Péladan (1858-1918). În același an, el și prietenul său Lucien Chamuel, au fondat revista L'Initiation ce va fi activă până în anul 1914.
În anul 1891, Gérard Encausse fondează Ordinul Martinist, o societate ezoterică creștină și hermetică, revendicată de la scrierile teurgistului și teosofului Martinez de Pasqually (d.1774). De asemenea, s-a inițiat în alte trei ordine ezoterice: Biserica Gnostică a Franței, Ordinul Hermetic al Luminii și Ordinul Hermetic al Zorilor Aurii, dar a fost apropiat și de reputatul vindecător Nizier Anthelme Philippe (1849-1905).
În ciuda activităților sale oculte, Gérard Encausse a reușit să se înscrie la Facultatea de Medicină a Universității din Paris, finalizând studiile în anul 1894. A deschis și un cabinet la Paris.
În anul 1901 a vizitat pentru prima dată Rusia, vizită repetată în anii 1905 și 1906. Ar fi ajuns la curtea țarului Nicolae al II-lea și a țarinei Alexandra, în calitate de medic și ocultist celebru. Ei se aflau în căutarea unui leac pentru fiul lor bolnav, Alexei. Se spune că țarul i-ar fi cerut lui Encausse să contacteze spiritul tatălui său, țarul Alexandru al III-lea. De asemenea, Encausse i-ar fi prevenit pe membrii familiei țariste cu privire la influența negativă a lui Rasputin.
După izbucnirea Primului Război Mondial, Gérard Encausse a fost trimis pe front ca medic militar. În timp ce activa în cadrul unui spital de campanie a contactat tuberculoză și a murit în 25 octombrie 1916.
Gérard Encausse a lăsat mai multe scrieri realizate după anul 1887, majoritatea acestora tratând subiecte precum Kabbalah, tarotul și științele oculte. De asemenea, a avut legături strânse cu Francmasoneria.